# Zag (ort)
Zag (arabiska: الزاك) är en stad i Marocko. Den ligger i provinsen Assa-Zag och regionen Guelmim-Oued Noun, 700 km söder om huvudstaden Rabat. Antalet invånare var 12 763 vid folkräkningen 2014.